# (31634) 1999 GG31
1999 GG31 (asteroide 31634) é um asteroide da cintura principal. Possui uma excentricidade de 0.07590490 e uma inclinação de 1.78151º.
Este asteroide foi descoberto no dia 7 de abril de 1999 por LINEAR em Socorro.